# Michaela Eikermann
Michaela Eikermann (* 1973) ist eine deutsche Medizinerin und Gesundheitswissenschaftlerin. Sie ist  seit Juni 2024 stellvertretende Leiterin des Instituts für Qualität und Wirtschaftlichkeit im Gesundheitswesen (IQWiG).

## Werdegang
Michaela Eikermann studierte bis 1998 Humanmedizin an der Universität zu Köln. 2001 wurde sie an der Universität Bonn zur Dr. med. promoviert.  Von 1999 bis 2000 war sie als Ärztin am Klinikum Leverkusen tätig, von 2002 bis 2005 als wissenschaftliche Mitarbeiterin am Institut für Medizinische Statistik, Informatik und Epidemiologie der Medizinischen Fakultät in Köln und von 2005 bis 2010 im Ressort Versorgungsqualität des IQWiG. Michaela Eikermann leitete von 2010 bis 2014 die Abteilung „Evidenzbasierte Versorgungsforschung“ am Institut für Forschung in der operativen Medizin (IFOM) der Universität Witten/Herdecke. Von 2015 bis 2024 war sie Bereichsleiterin „Evidenzbasierte Medizin“ beim Medizinischen Dienst Bund in Essen. Hier war sie unter anderem für den IGeL-Monitor zuständig. Am 1. Juni 2024 übernahm sie die Position der stellvertretenden Institutsleiterin des IQWiG. Eikermann war von 2023 bis 2024 Erste Vorsitzende des Netzwerks Evidenzbasierte Medizin. Aus Anlass der Wahl in das Leitungsgremium des IQWiG legte sie ihr Amt nieder.